# Xã Forreston, Quận Ogle, Illinois
Xã Forreston (tiếng Anh: Forreston Township) là một xã thuộc quận Ogle, tiểu bang Illinois, Hoa Kỳ. Năm 2010, dân số của xã này là 2.080 người.